# Paracarystus evansi
Paracarystus evansi är en fjärilsart som beskrevs av Hayward 1938. Paracarystus evansi ingår i släktet Paracarystus och familjen tjockhuvuden. Inga underarter finns listade i Catalogue of Life.